# Penaeaceae
Penaeaceae, porodica južnoafričkog vazdazelenog grmlja i manjeg drveća iz reda mirtolike (Myrtales). 
U ukupno 3 tribusa sa 9 rodova postoji 32 priznate vrste.Porodica nosi ime po rodu Penaea iz provincije Cape u Južnoafričkoj Republici, kojoj pripada 27 vrsta. 

## Rodovi
1. Familia Penaeaceae Sweet ex Guill. (32 spp.)
  1. Tribus Olinieae Horaninow
    1. Olinia Thunb. (8 spp.)

  2. Tribus Rhynchocalyceae van Beusekom
    1. Rhynchocalyx Oliv. (1 sp.)

  3. Tribus Penaeeae DC.
    1. Endonema A. Juss. (2 spp.)
    2. Glischrocolla (Endl.) A. DC. (1 sp.)
    3. Sonderothamnus R. Dahlgren (2 spp.)
    4. Saltera Bullock (1 sp.)
    5. Brachysiphon A. Juss. (5 spp.)
    6. Stylapterus A. Juss. (8 spp.)
    7. Penaea L. (4 spp.)

## Sinonimi
- Oliniaceae Harv. & Sond.